# Route 645 (Nouveau-Brunswick)
Pour les articles homonymes, voir Route 645.
La route 645 est une route locale du Nouveau-Brunswick située dans le centre-sud de la province, au sud de Fredericton. Elle traverse une région très boisée, et plus ou moins isolée, entre Hurley Corner et Tracy. De plus, elle mesure 31 kilomètres, et n'est pas pavée sur toute sa longueur, alors qu'une section dans le comté d'York est un chemin de gravier.

## Tracé
La 645 débute à sa jonction avec la route 640, à Hurley Corner, une trentaine de kilomètres au sud-ouest de Fredericton. Elle commence par se diriger vers le sud en traversant Cork Station, où elle bifurque vers l'est pour suivre le chemin de fer NBSR, reliant Saint Jean au Maine. C'est d'ailleurs à cet endroit qu'elle devient une route de gravier.
À la frontière du comté d'York et du comté de Sunbury, la route 645 devient une route asphaltée, puis est nommée chemin Rooth quand elle entre dans Tracy. Elle se termine juste au nord-ouest du centre de Tracy, sur la route 101, 35 kilomètres au sud du centre-ville de Fredericton.

## Intersections principales
| route 645              |               |     |                                                      |                                |
| Comté                  | Location      | km  | Intersection/Destinations                            | Notes                          |
| Comté d'York           | Hurley Corner | 0   | R-640, Vers R-3, Saint-Stephen, Harvey, Fredericton  | extrémité nord-ouest de la 645 |
| Comté d'York           | Cork Station  | ~8  | Chemin Roach, Roach Settlement                       | début de la route de gravier   |
| Comté d'York           | Vespra        | ~18 | frontière du comté d'York et du comté de Sunbury     | Fin de la route de gravier     |
| Comté de Sunbury       | Tracy         | 31  | R-101, Fredericton Junction, Saint Jean, Fredericton | extrémité est de la 645        |
| Gris: Route de gravier |               |     |                                                      |                                |